# Jermareo Davidson
Jermareo B. Davidson (Atlanta, 15 novembre 1984) è un ex cestista statunitense.

## Carriera
È stato selezionato dai Golden State Warriors al secondo giro del Draft NBA 2007 (36ª scelta assoluta).